# Llista de resolucions del Consell de Seguretat de les Nacions Unides 501 a la 600
Aquesta és una llista entre les resolucions 501 a 600 del Consell de Seguretat de les Nacions Unides aprovades entre el 25 de febrer de 1982 i el 19 d'octubre de 1987.
| Resolució     | Data                   | Votació                                                               | Assumpte                                                                                           |
| ------------- | ---------------------- | --------------------------------------------------------------------- | -------------------------------------------------------------------------------------------------- |
| Resolució 501 | 25 de febrer de 1982   | 13–0–2 (abstencions: Polònia, URSS)                                   | Augmenta la mida de la UNIFIL                                                                      |
| Resolució 502 | 3 d'abril de 1982      | 10–1–4 (en contra: Panamà; abstencions: Xina, Polònia, Espanya, URSS) | Demanda la fi de la Guerra de les Malvines                                                         |
| Resolució 503 | 9 d'abril de 1982      | 15–0–0                                                                | Sentències de mort de tres membres del Congrés Nacional Africà a Sud-àfrica                        |
| Resolució 504 | 30 d'abril de 1982     | Aprovada “per consens”                                                | Missió de pau l'Organització per a la Unitat Africana al Txad                                      |
| Resolució 505 | 26 de maig de 1982     | 15–0–0                                                                | Negociacions al final de la Guerra de les Malvines                                                 |
| Resolució 506 | 26 de maig de 1982     | 15–0–0                                                                | Estén el mandat de la Força de les Nacions Unides d'Observació de la Separació                     |
| Resolució 507 | 28 de maig de 1982     | 15–0–0                                                                | Informe sobre el cop d'estat fallit per mercenaris a les Seychelles                                |
| Resolució 508 | 5 de juny de 1982      | 15–0–0                                                                | Demanda una fi d'hostilitats a la Guerra del Líban de 1982                                         |
| Resolució 509 | 6 de juny de 1982      | 15–0–0                                                                | Invasió israeliana del Líban                                                                       |
| Resolució 510 | 15 de juny de 1982     | 15–0–0                                                                | Estén el mandat de Força de les Nacions Unides pel Manteniment de la Pau a Xipre                   |
| Resolució 511 | 18 de juny de 1982     | 13–0–2 (abstencions: Polònia, URSS)                                   | Estén el mandat d'UNIFIL                                                                           |
| Resolució 512 | 19 de juny de 1982     | 15–0–0                                                                | Situació humanitària al Líban                                                                      |
| Resolució 513 | 4 de juliol de 1982    | 15–0–0                                                                | Situació humanitària al Líban                                                                      |
| Resolució 514 | 12 de juliol de 1982   | 15–0–0                                                                | Crida a la fi d'hostilitat a la Guerra Iran–Iraq                                                   |
| Resolució 515 | 29 de juliol de 1982   | 14–0–0 (Estats Units no participa en la votació)                      | Bloqueig de Beirut per Israel                                                                      |
| Resolució 516 | 1 d'agost de 1982      | 15–0–0                                                                | Violacions d'alto el foc a Beirut                                                                  |
| Resolució 517 | 4 d'agost de 1982      | 14–0–1 (abstenció: Estats Units)                                      | Crida a Israel per retornar les seves tropes a les posicions prèvies                               |
| Resolució 518 | 12 d'agost de 1982     | 15–0–0                                                                | Demanda a Israel i altres parts que observin estrictament les resolucions del Consell de Seguretat |
| Resolució 519 | 17 d'agost de 1982     | 13–0–2 (abstencions: Polònia, URSS)                                   | Estén el mandat d'UNIFIL                                                                           |
| Resolució 520 | 17 de setembre de 1982 | 15–0–0                                                                | Assassinat del president libanès Bachir Gemayel                                                    |
| Resolució 521 | 19 de setembre de 1982 | 15–0–0                                                                | Massacre de palestins a Beirut per milicians libanesos                                             |
| Resolució 522 | 4 d'octubre de 1982    | 15–0–0                                                                | Crida a l'alto-el-foc en la guerra entre Iraq i l'Iran                                             |
| Resolució 523 | 18 d'octubre de 1982   | 13–0–2 (abstencions: Polònia, URSS)                                   | Estén el mandat d'UNIFIL                                                                           |
| Resolució 524 | 29 de novembre de 1982 | 15–0–0                                                                | Estén el mandat de la Força de les Nacions Unides d'Observació de la Separació                     |
| Resolució 525 | 7 de desembre de 1982  | 15–0–0                                                                | Sentències de mort de tres membres del Congrés Nacional Africà a Sud-àfrica                        |
| Resolució 526 | 14 de desembre de 1982 | 15–0–0                                                                | Estén el mandat de la Força de les Nacions Unides pel Manteniment de la Pau a Xipre                |
| Resolució 527 | 15 de desembre de 1982 | 15–0–0                                                                | Atac sud-africà a Lesotho                                                                          |
| Resolució 528 | 21 de desembre de 1982 | Aprovada “per consens”                                                | Àrab al Consell de Seguretat                                                                       |
| Resolució 529 | 18 de gener de 1983    | 13–0–2 (abstencions: Polònia, URSS)                                   | Estén el mandat d'UNIFIL                                                                           |
| Resolució 530 | 19 de maig de 1983     | 15–0–0                                                                | Tensions entre Hondures i Nicaragua; esforços del Grup de Contadora                                |
| Resolució 531 | 26 de maig de 1983     | 15–0–0                                                                | Estén el mandat de la Força de les Nacions Unides d'Observació de la Separació                     |
| Resolució 532 | 31 de maig de 1983     | 15–0–0                                                                | Condemna per l'ocupació contínua de Namíbia per Sud-àfrica                                         |
| Resolució 533 | 7 de juny de 1983      | 15–0–0                                                                | Sentències de mort a membres del Congrés Nacional Africà a Sud-àfrica                              |
| Resolució 534 | 15 de juny de 1983     | 15–0–0                                                                | Estén el mandat de la Força de les Nacions Unides pel Manteniment de la Pau a Xipre                |
| Resolució 535 | 29 de juny de 1983     | 15–0–0                                                                | Dona suport a l'informe de la Missió a Lesotho; Assistència a Lesotho                              |
| Resolució 536 | 18 de juliol de 1983   | 13–0–2 (abstencions: Polònia, URSS)                                   | Estén el mandat d'UNIFIL                                                                           |
| Resolució 537 | 22 de setembre de 1983 | 15–0–0                                                                | Admissió de Saint Kitts i Nevis a les Nacions Unides                                               |
| Resolució 538 | 18 d'octubre de 1983   | 13–0–2 (abstencions: Polònia, URSS)                                   | Estén el mandat d'UNIFIL                                                                           |
| Resolució 539 | 28 d'octubre de 1983   | 14–0–1 (abstenció: Estats Units)                                      | Condemna per l'ocupació contínua de Namíbia per Sud-àfrica                                         |
| Resolució 540 | 31 d'octubre de 1983   | 12–0–3 (abstencions: Malta, Nicaragua, Pakistan)                      | Condemna de la Guerra Iran–Iraq                                                                    |
| Resolució 541 | 18 de novembre de 1983 | 13–1–1 (en contra: Pakistan; abstenció: Jordània)                     | Declaració d'Independència de la República Turca de Xipre del Nord                                 |
| Resolució 542 | 23 de novembre de 1983 | 15–0–0                                                                | Guerra Civil libanesa                                                                              |
| Resolució 543 | 29 de novembre de 1983 | 15–0–0                                                                | Estén el mandat de la Força de les Nacions Unides d'Observació de la Separació                     |
| Resolució 544 | 15 de desembre de 1983 | 15–0–0                                                                | Estén el mandat de la Força de les Nacions Unides pel Manteniment de la Pau a Xipre                |
| Resolució 545 | 20 de desembre de 1983 | 14–0–1 (abstenció: Estats Units)                                      | Ocupació del sud d'Angola per Sud-àfrica                                                           |
| Resolució 546 | 6 de gener de 1984     | 13–0–2 (abstencions: Regne Unit, Estats Units)                        | Atacs sud-africans a Angola                                                                        |
| Resolució 547 | 13 de gener de 1984    | 15–0–0                                                                | Sentència de mort de Benjamin Maloise a Sud-àfrica                                                 |
| Resolució 548 | 24 de febrer de 1984   | 15–0–0                                                                | Admissió de Brunei Darussalam a les Nacions Unides.                                                |
| Resolució 549 | 19 d'abril de 1984     | 13–0–2 (abstencions: Ucraïna, URSS)                                   | Estén el mandat de la UNIFIL                                                                       |
| Resolució 550 | 11 de maig de 1984     | 13–1–1 (en contra: Pakistan; abstenció: Estats Units)                 | Activitats secessionistes a Xipre                                                                  |
| Resolució 551 | 30 de maig de 1984     | 15–0–0                                                                | Estén el mandat de la Força de les Nacions Unides d'Observació de la Separació                     |
| Resolució 552 | 1 de juny de 1984      | 13–0–2 (abstencions: Nicaragua, Zimbabue)                             | Atacs navals iranians als ports de Kuwait i Aràbia Saudita                                         |
| Resolució 553 | 15 de juny de 1984     | 15–0–0                                                                | Estén el mandat de Força de les Nacions Unides pel Manteniment de la Pau a Xipre                   |
| Resolució 554 | 17 d'agost de 1984     | 13–0–2 (abstencions: Regne Unit, Estats Units)                        | Eleccions generals sud-africanes de 1984                                                           |
| Resolució 555 | 12 d'octubre de 1984   | 13–0–2 (abstencions: Ucraïna, URSS)                                   | Estén el mandat d'UNIFIL                                                                           |
| Resolució 556 | 23 d'octubre de 1984   | 14–0–1 (abstenció: Estats Units)                                      | Massacres d'opositors apartheid a Sud-àfrica                                                       |
| Resolució 557 | 28 de novembre de 1984 | 15–0–0                                                                | Estén el mandat de la Força de les Nacions Unides d'Observació de la Separació                     |
| Resolució 558 | 13 de desembre de 1984 | 15–0–0                                                                | Producció d'armes a Sud-àfrica malgrat l'embargament d'armes                                       |
| Resolució 559 | 14 de desembre de 1984 | 15–0–0                                                                | Estén el mandat de la Força de les Nacions Unides pel Manteniment de la Pau a Xipre                |
| Resolució 560 | 12 de març de 1985     | 15–0–0                                                                | Condemna de la repressió a Sud-àfrica                                                              |
| Resolució 561 | 17 d'abril de 1985     | 13–0–2 (abstencions: Ucraïna, URSS)                                   | Estén el mandat d'UNIFIL                                                                           |
| Resolució 562 | 10 de maig de 1985     | Aprovada paràgraf per paràgraf                                        | Relacions entre Nicaragua i els Estats Units; esforços de Grup de Contadora                        |
| Resolució 563 | 21 de maig de 1985     | 15–0–0                                                                | Estén el mandat de la Força de les Nacions Unides d'Observació de la Separació                     |
| Resolució 564 | 31 de maig de 1985     | 15–0–0                                                                | Situació humanitària al Líban                                                                      |
| Resolució 565 | 14 de juny de 1985     | 15–0–0                                                                | Estén el mandat de la Força de les Nacions Unides pel Manteniment de la Pau a Xipre                |
| Resolució 566 | 19 de juny de 1985     | 13–0–2 (abstencions: Regne Unit, Estats Units)                        | Condemna per l'ocupació contínua de Namíbia per Sud-àfrica                                         |
| Resolució 567 | 20 de juny de 1985     | 15–0–0                                                                | Atac sud-africà a Angola                                                                           |
| Resolució 568 | 21 de juny de 1985     | 15–0–0                                                                | Atac sud-africà a Botswana                                                                         |
| Resolució 569 | 26 de juliol de 1985   | 13–0–2 (abstencions: Regne Unit, Estats Units)                        | Condemna del sistema de l'apartheid i dels assassinats a Sud-àfrica                                |
| Resolució 570 | 12 de setembre de 1985 | 15–0–0                                                                | Vacant a la Cort Internacional de Justícia                                                         |
| Resolució 571 | 20 de setembre de 1985 | 15–0–0                                                                | Atac sud-africà a Angola                                                                           |
| Resolució 572 | 30 de setembre de 1985 | 15–0–0                                                                | Atac sud-africà a Botswana                                                                         |
| Resolució 573 | 4 d'octubre de 1985    | 14–0–1 (abstenció: Estats Units)                                      | Atac israelià a Tunísia                                                                            |
| Resolució 574 | 7 d'octubre de 1985    | 15–0–0 (vot separat al paràgraf 6)                                    | Atac sud-africà a Angola                                                                           |
| Resolució 575 | 17 d'octubre de 1985   | 13–0–2 (abstencions: Ucraïna, URSS)                                   | Estén el mandat de la UNIFIL                                                                       |
| Resolució 576 | 21 de novembre de 1985 | 15–0–0                                                                | Estén el mandat de la Força de les Nacions Unides d'Observació de la Separació                     |
| Resolució 577 | 6 de desembre de 1985  | 15–0–0 (vot separat del paràgraf 6)                                   | Atac sud-africà a Angola                                                                           |
| Resolució 578 | 12 de desembre de 1985 | 15–0–0                                                                | Estén el mandat de la Força de les Nacions Unides pel Manteniment de la Pau a Xipre                |
| Resolució 579 | 18 de desembre de 1985 | 15–0–0                                                                | Increment d'incidents de presa d'ostatges                                                          |
| Resolució 580 | 30 de desembre de 1985 | 15–0–0                                                                | Atac sud-africà a Lesotho                                                                          |
| Resolució 581 | 13 de febrer de 1986   | 13–0–2 (abstencions: Regne Unit, Estats Units)                        | Condemna dels atacs sud-africans a altres països a Àfrica Austral                                  |
| Resolució 582 | 24 de febrer de 1986   | 15–0–0                                                                | Condemna a la contínua acció militar a la Guerra Iran–Iraq                                         |
| Resolució 583 | 18 d'abril de 1986     | 15–0–0                                                                | Estén el mandat d'UNIFIL                                                                           |
| Resolució 584 | 29 de maig de 1986     | 15–0–0                                                                | Estén el mandat de la Força de les Nacions Unides d'Observació de la Separació                     |
| Resolució 585 | 13 de juny de 1986     | 15–0–0                                                                | Estén el mandat de la Força de les Nacions Unides pel Manteniment de la Pau a Xipre                |
| Resolució 586 | 18 de juliol de 1986   | 15–0–0                                                                | Estén el mandat d'UNIFIL                                                                           |
| Resolució 587 | 23 de setembre de 1986 | 14–0–1 (abstenció: Estats Units)                                      | Condemna els atacs a la UNIFIL                                                                     |
| Resolució 588 | 8 d'octubre de 1986    | 15–0–0                                                                | Crida a la fi de la guerra entra Iran i Iraq                                                       |
| Resolució 589 | 10 d'octubre de 1986   | 15–0–0                                                                | Recomana Javier Pérez de Cuéllar com a Secretari General per un segon mandat                       |
| Resolució 590 | 26 de novembre de 1986 | 15–0–0                                                                | Estén el mandat de la Força de les Nacions Unides d'Observació de la Separació                     |
| Resolució 591 | 28 de novembre de 1986 | Aprovada “per consens”                                                | Reforça l'embargament d'armes contra Sud-àfrica                                                    |
| Resolució 592 | 8 de desembre de 1986  | 14–0–1 (abstenció: Estats Units)                                      | Condemna l'assassinats d'estudiants per Israel als Territoris Palestins                            |
| Resolució 593 | 11 de desembre de 1986 | 15–0–0                                                                | Estén el mandat de la Força de les Nacions Unides pel Manteniment de la Pau a Xipre                |
| Resolució 594 | 15 de gener de 1987    | 15–0–0                                                                | Estén el mandat de la UNIFIL                                                                       |
| Resolució 595 | 27 de març de 1987     | 15–0–0                                                                | Vacant en la Cort Internacional de Justícia                                                        |
| Resolució 596 | 29 de maig de 1987     | 15–0–0                                                                | Estén el mandat de la Força de les Nacions Unides d'Observació de la Separació                     |
| Resolució 597 | 12 de juny de 1987     | 15–0–0                                                                | Estén el mandat de la Força de les Nacions Unides pel Manteniment de la Pau a Xipre                |
| Resolució 598 | 20 de juliol de 1987   | 15–0–0                                                                | Demanda d'alto el foc i protecció de civils durant la Guerra Iran–Iraq                             |
| Resolució 599 | 31 de juliol de 1987   | 15–0–0                                                                | Estén el mandat de la UNIFIL                                                                       |
| Resolució 600 | 19 d'octubre de 1987   | 15–0–0                                                                | La República de Nauru i la Cort Internacional de Justícia                                          |